# آندرانیک ساریان
آندرانیک ساریان (ارمنی: Անդրանիկ Սարեան (Անդրանիկ Սարյան)؛ زادهٔ ۱۹۱۵ - درگذشته ۲۰۱۲) یک نویسنده ارمنی‌تبار اهل ایران بود.

## زندگی‌نامه
وی در ۱۹۱۵ در روستای سینِگان استان چهارمحال و بختیاری به دنیا آمد و در کودکی، همراه گروهی از همسالانش برای تحصیل به کلکته, هند رفت. سال‌های تحصیل در هند برای او و همقطارانش سال‌های سختی بودند. ساریان شرایط این دوره از زندگی‌اش را در کتاب در گذرگاه‌های تاریک به تصویر کشیده است. در سال ۱۹۳۶ ساریان به ایران بازگشت و در شرکت نفت استخدام شد. او در آبادان نقش فعالی در زندگی اجتماعی و فرهنگی ارامنه بازی کرد. در سال ۱۹۴۷ عضو کمیته ساماندهی بازگشت ارامنه ایران به ارمنستان (نِرگاقت) است. در سال‌های دهه ۱۹۶۰ هفت سال نشریه انگلیسی‌زبان شرکت نفت را اداره کرد. در همین دوره ساریان نوشتن در مطبوعات ارمنی ایران را شروع می‌کند و در بسیاری از آن‌ها قلم می‌زند. 
ساریان دغدغه ثبت شیوه زیست و تاریخ زادگاه خود را داشت. در سال ۱۹۸۱ کتاب تاریخ استان چهارمحال را منتشر می‌کند. کتابی منحصربه‌فرد درباره زندگی ارامنه این منطقه در طی سده‌های متوالی. در سال ۱۹۸۲ مجموعه قصه‌های ساریان در دو جلد منتشر می‌شود. پس‌زمینه این قصه‌ها هم زندگی در روستاهای ارمنی‌نشین چهارمحال است با شخصیت‌هایی زنده و منحصربه‌فرد. در ادبیات ارامنه ایران بیشتر شاعر داریم تا نثرنویس. ساریان از معدود قصه‌نویسان ادبیات ارمنی-ایرانی است و علاوه بر مجموعه دو جلدی یادشده رمانی نیز به نام ببر ارمنی نوشته است. امّا مهم‌ترین کار او شاید همان خاطره-رمان در گذرگاه‌های تاریک باشد. داستان کودکانی که هنوز به سن بلوغ نرسیده از خانواده‌های‌شان جدا می‌شوند و در هند در شرایط سختی زندگی گذرانند. این‌ کودکان نسلی هستند که بعدها در شرکت نفت استخدام می‌شوند و هریک به نوعی نقشی در زندگی اجتماعی جامعه ارامنه بازی می‌کنند.
ساریان در سال ۱۹۸۷ به ایالات متحده آمریکا مهاجرت می‌کند و بیست‌وپنج سال آخر عمر خود را در شهر گلندل کالیفرنیا است گذراند. در آنجا هم با وجود کهولت سن فعال است و در مطبوعات ارمنی قلم زند. او تحولات جامعه ارامنه ایران را به دقت دنبال کرد و از انتشار نشریه هویس استقبال کرد. ساریان مخالف پیوستن خلیفه‌گری‌های ارامنه ایران به کلیسای ارمنی حوزه سیلیسی بود و در نامه‌ای به هویس به صراحت از دیدگاه خود سخن گفت. او حتی یک سال پیش از درگذشتش، در نامه‌ای به روزنامه آزگ ارمنستان درباره شرایط زندگی در مدارس دینی ارمنی در هند سخن گفت. وی در ۲۰۱۲ (اسفندماه ۱۳۹۰) در سن ۹۷ (۹۸) سالگی در گلندیل درگذشت.

## آثار
آندرانیک ساریان نویسنده‌ای بود که برای طرح مسائل اجتماعی و حفظ میراث فرهنگی زادگاهش می‌نوشت. دغدغه‌هایی داشت که در همه نوشته‌هایش می‌توان رد آن‌ها را گرفت. دلبستگی به ایران و زندگی ارامنه ایران یکی از این دغدغه‌ها بود.